# ویکتور ایوانوف (ورزشکار)
ویکتور ایوانوف (روسی: Виктор Николаевич Иванов؛ ۲۱ دسامبر ۱۹۳۰ – ۱۴ اوت ۲۰۰۳) قایقران روئینگ اهل اتحاد جماهیر شوروی سوسیالیستی بود.
وی در مسابقات کشوری و بین‌المللی در مجموع برندهٔ ۳ مدال طلا، ۲ مدال نقره شده‌است.